# 开坪乡
开坪乡，是中华人民共和国四川省绵阳市北川羌族自治县下辖的一个乡镇级行政单位。

## 行政区划
开坪乡下辖以下地区：
开坪社区、开坪村、麂子坪村、凤阳村、永安村、安林村、地坪村、全益村、永生村、高坪村、马头村、刘家村和小园村。